# Forska utan djurförsök
Forska utan djurförsök är en partipolitiskt och religiöst obunden forskningsstiftelse med fäste i Stockholm som, genom forskningsanslag, politisk påverkan och opinionsbildning, arbetar för att ersätta djurförsök med moderna djurfria metoder.   Stiftelsen grundades 1964 som Nordiska samfundets stiftelse för vetenskaplig forskning utan djurförsök av Nordiska samfundet mot plågsamma djurförsök, bytte 1991 namn till Stiftelsen forskning utan djurförsök och lyder sedan 2008 under sitt nuvarande namn.

## Arbete
Stiftelsen bedriver politiskt påverkansarbete såväl i Sverige som inom EU för att ersätta djurförsök med moderna djurfria metoder. Verksamheten är helt beroende av gåvor och arv och med hjälp av dessa har Forska Utan Djurförsök påverkat många numera avskaffade djurförsök. Forska Utan Djurförsöks arbete går ut på att betala ut anslag till forskningsprojekt som utvecklar moderna och djurfria metoder men även till informations- och kunskapsspridning samt opinionsbildning. Stiftelsen innehar, sedan 1997, 90-konto och står under kontroll av Svensk Insamlingskontroll samt Länsstyrelsen. Verksamheten är en fristående ideell insamlingsorganisation som inte är subventionerad.
2014 blev Forska Utan Djurförsök tilldelat ett internationellt pris för sitt  arbete med politiska påverkan.

### Nytänkaren
2015 instiftade stiftelsen utmärkelsen Nytänkaren som är ett extra anslag till forskning. Kraven för Nytänkaren är bland annat att forskningen ska signalera nytänkande, den ska vara inriktad på ett publikt och banbrytande tema, den ska sticka ut från kärnverksamhetens anslag och den ska ligga inom ett område som rör folksjukdomar. Det går inte att ansöka till Nytänkaren, Forska Utan Djurförsöks styrelse fattar beslut om vem eller vilka som ska få utmärkelsen. 
Pristagare Nytänkaren
- 2015 – Gunnar Cedersund
- 2016 – Anna Herland
- 2017 – Malin Lindstedt